# Взмах крыльев мотылька
«Взмах крыльев мотылька» (фр. Le Battement d'ailes du papillon) — французский фильм 2000 года. В главной роли — Одри Тоту. Название ссылается на эффект бабочки из теории хаоса, которая цитируется одним из героев фильма.

## Сюжет
Ирен по дороге на работу садится на парижском метро напротив пожилой женщины, которая пытается взять у неё интервью для маркетингового обзора. Услышав, что дата рождения Ирен 11 марта 1977 года, женщина читает её гороскоп: сегодня она встретит свою настоящую любовь, но она должна быть терпеливой. После того, как Ирен покидает метро, молодой человек, сидящий рядом с ней, говорит пожилой женщине, что родился в тот же день и просит, чтобы она прочитала остальную часть гороскопа.
Дальше фильм прослеживает диапазон героев разнообразных возрастов, этнических принадлежностей и социального положения, повседневные жизни которых пересекаются с Ирен и парнем во множестве способов и объединяются в конце дня. На вид тривиальные события — такие как бросок камней или обуви, воровство кофеварки, потребление голубем миндального печенья — определяют решения и жизни многих героев.

## В ролях
| Актёр           | Роль   |
| --------------- | ------ |
| Одри Тоту       | Ирен   |
| Фодель          | Юнес   |
| Эрик Савен      | Ричард |
| Натали Безансон | Мари   |
| Лузиан Мейс     | Эльза  |